# Preah Khan Reach Svay Rieng Football Club
Preah Khan Reach Svay Rieng Football Club, ou simplesmente Preah Khan Reach Svay Rieng (quemer: ព្រះ ខ័ន រាជ ស្វាយ រៀង), é um clube de futebol cambojano sediado em Phnom Penh. Disputa atualmente a primeira divisão nacional.

## História
Foi fundado em 1997 com o nome de Preah Khan Reach e mudou de nome para o atual em maio de 2013.

## Títulos
- Campeonato Cambojano: 4 (2013, 2019, 2023/24, 2024/25)

- Hun Sen Cup: 4 (2011, 2012, 2015 e 2017)